# Tanjung Meriah
Tanjung Meriah is een bestuurslaag in het regentschap Pakpak Bharat van de provincie Noord-Sumatra, Indonesië. Tanjung Meriah telt 1435 inwoners (volkstelling 2010).